# Helena Gualinga
Helena Gualinga (27 febbraio 2002) è un'attivista ecuadoriana per l'ambiente e per i diritti umani della comunità Kichwa Sarayaku a Pastaza, in Ecuador.

## Biografia

### Origini e formazione
Helena Sirén Gualinga (Sumak, che in Kichwa significa "la bellezza della vita", è il nome con cui viene chiamata in famiglia) è nata il 27 febbraio 2002 nella comunità indigena Kichwa Sarayaku della provincia di Pastaza, nella parte meridionale della regione amazzonica dell'Ecuador, composta da circa 1.500 persone e raggiungibile solo in canoa o con un piccolo aeroplano. La madre, Noemí Gualinga, è un'indigena ecuadoriana, presidente dell'Associazione delle donne Sarayaku, Kuriñampi, che significa "Sentieri d'oro". La sorella maggiore è l'attivista Nina Gualinga, vincitrice nel 2018 del premio WWF International President's Youth; la zia Patricia Gualinga e la nonna Cristina Gualinga sono attiviste per i diritti umani delle donne indigene in Amazzonia e per le cause ambientali. Il padre è Anders Sirén, un finlandese di lingua svedese, professore di biologia nel dipartimento di geografia e geologia dell'Università di Turku. Dei quattro figli della coppia, Helena e Nina portano il cognome della madre, Emil e Inayu, quello del padre; parlano tutti Kichwa come lingua madre, ma anche spagnolo, svedese e inglese.
Helena ha trascorso la maggior parte della sua adolescenza in Ecuador, nella foresta amazzonica e ha poi frequentato la scuola secondaria in Finlandia, a Turku, da dove proviene il padre.
Fin dalla giovane età ha assistito alla persecuzione della sua comunità per essersi opposta agli interessi delle grandi compagnie petrolifere e al loro impatto ambientale sulle terre indigene. Diversi leader membri della sua comunità hanno perso la vita in violenti conflitti contro il governo e le multinazionali. Nel 2002 la compagnia petrolifera CGC, una consociata della Chevron, protetta dall'esercito, ha fatto esplodere 1,5 tonnellate di esplosivo nella foresta, distruggendo biodiversità e luoghi sacri. In un'intervista al media finlandese Yle ha dichiarato che essere nata ed aver vissuto all'interno di questa situazione non è stata una sua scelta, e di ritenere tuttavia che essa abbia rappresentato un'opportunità. Gli indigeni, sostiene Helena Gualinga, "proteggono oltre l'80% della diversità del mondo".

### Attivismo
(Helena Gualinga)
Più che definirsi un'attivista, Helena Gualinga si considera una portavoce della sua comunità e della foresta pluviale, riconosciuta come un essere viventeː "Ho capito che il mio dovere [era] quello di difendere il mio territorio come hanno fatto i miei antenati". Il suo impegno contro le industrie dei combustibili fossili si fonda sulla difesa della comunità indigena, sull'idea di emancipazione delle donne e sulla convinzione che l'umanità non sia separata dalla natura. È nato dal conflitto sorto tra i Kichwa Sarayaku, di cui fa parte, e le compagnie petrolifere, Petroecuador e CGC, che nel 2002 sottoscrissero con il governo ecuadoriano un contratto di sfruttamento del territorio che non prevedeva la consultazione della popolazione indigena e che compromise fortemente l'equilibrio del territorio.
Con gli altri membri della sua famiglia e della comunità, Gualinga ha descritto le conseguenze del cambiamento climatico nei territori del popolo Sarayaku, vicini al fiume Bobonazaː aumento degli incendi boschivi, deforestazione, scioglimento delle nevi sulle cime delle montagne, inondazioni.

Deforestazione in Amazzonia, suddivisa per paese

Il nonno di Gualinga, Sabino Gualingo, scomparso nel febbraio 2022, era un guaritore e un protettore della foresta pluviale, riconosciuto e rispettato dalla comunità. Nel 2011 testimoniò davanti alla Corte interamericana dei diritti umani, esponendo le ragioni degli indigeni, fondate sulla loro cultura ancestrale e sul concetto di "foresta vivente", contribuendo a ottenere una sentenza a favore della sua comunità. Gli anziani raccontavano di come le inondazioni che un tempo si verificavano ogni due decenni, in seguito fossero aumentate fino a quattro volte l'anno, distruggendo ripetutamente i villaggi; a causa degli effetti sulla loro vita quotidiana, avevano acquisito consapevolezza del danni provocati dal cambiamento climatico, indipendentemente dalla loro mancanza di conoscenze scientifiche.

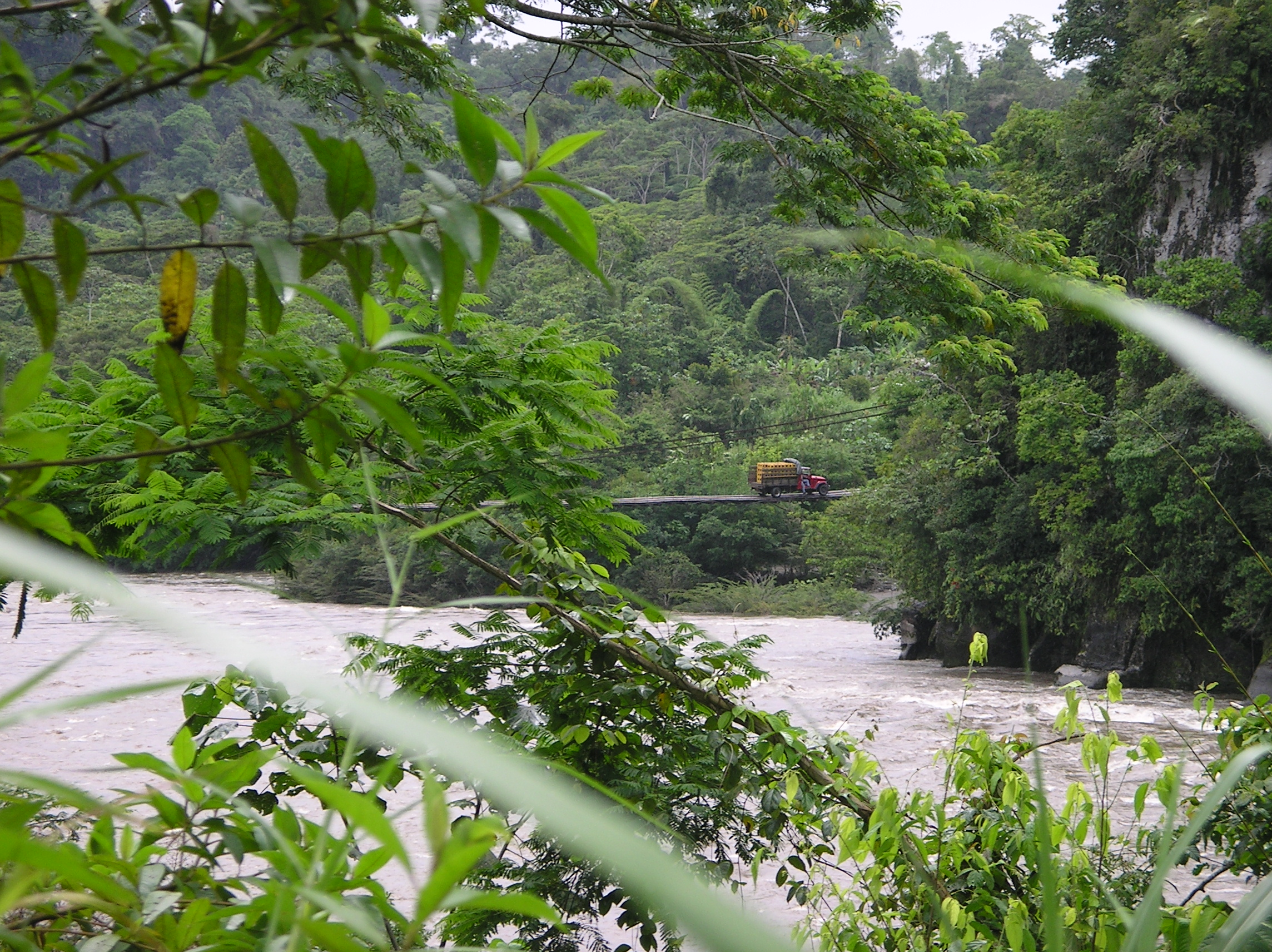
Ponte sul fiume Pastaza, fra Puyo e Macas, Ecuador

Nel 2012 la Corte Interamericana dei Diritti Umani, intervenuta nella causa intentata dalle comunità indigene contro il governo dell'Ecuador per aver violato il diritto alla consultazione preventiva, si pronunciò a favore del popolo Sarayaku, ma la sentenza non ebbe alcun seguito. Nel 2019 le comunità indigene hanno nuovamente citato in giudizio, per inadempienza, lo stato ecuadoriano alla Corte costituzionale dell'Ecuador.
Nel 2019, in occasione del Climate Action Summit delle Nazioni Unite svoltosi a New York, durante una manifestazione con centinaia di altri giovani attivisti, Gualinga ha esposto un cartello con la scritta "sangre indígena, ni una sola gota más" (sangue indigeno, mai più un'altra goccia) fuori dal quartier generale delle Nazioni Unite.
Nello stesso anno ha partecipato alla Conferenza delle Nazioni Unite sui cambiamenti climatici (COP25) a Madrid, in Spagna, esprimendo la sua preoccupazione per l'autorizzazione concessa alle società responsabili del cambiamento climatico da parte dal governo ecuadoriano all'estrazione di petrolio nelle terre indigene e il suo disappunto per la mancanza di interesse dei leader mondiali nel discutere gli argomenti presentati dai popoli indigeni alla conferenza.
Come risposta al fallimento della COP25, nel gennaio 2020, con Isabella Fallahi e Ayisha Siddiqa, Helena Gualinga ha fondato Polluters Out, un'organizzazione di giovani composta da oltre 150 membri provenienti da oltre 40 paesi del mondo, con l'intento di contrastare il potere e l'influenza dell'industria dei combustibili fossili e sensibilizzare l'opinione pubblica per fermare il cambiamento climatico.
La petizione del movimento è: "Chiedi che Patricia Espinosa, segretaria esecutiva della Convenzione quadro delle Nazioni Unite sui cambiamenti climatici (UNFCCC) rifiuti i finanziamenti dalle società di combustibili fossili per la COP26!".
Nel novembre 2021, in occasione della COP26 svoltasi a Glasgow, ha fatto parte di una delegazione di giovani donne Sarayaku che hanno partecipato a una marcia contro i cambiamenti climatici.
Nel gennaio 2023 con Greta Thunberg, Vanessa Nakate e Luisa Neubauer ha manifestato al 20º Forum economico mondiale di Davos, presentando una petizione che invita le grandi aziende a "cessare immediatamente l'apertura di nuovi giacimenti di estrazione di petrolio, gas o carbone".

## Presenza nei media
Helena Gualinga è la protagonista del documentario Helena Sarayaku Manta ("Helena di Sarayaku"), che racconta la sua vita e il suo attivismo legato alla cultura ancestrale del popolo Sarayaku. Il film, diretto da Eriberto Gualinga, è stato presentato in anteprima il 18 marzo 2022 all'Environmental Film Festival.
Il 4 aprile 2022 Helena Gualinga e la sorella Nina Gualinga sono apparse sulla Revista Hogar.
Il 22 aprile 2022 è stata fotografata sulla rivista Vogue in un articolo sui tradizionali dipinti del viso di Kichwa Sarayaku.